# 相知町立平山小学校
相知町立平山小学校（おうちちょうりつ ひらやましょうがっこう）とは、佐賀県東松浦郡相知町にあった公立の小学校。
2003年（平成15年）3月末をもって閉校し、相知町立相知小学校に統合された。

## 概要
歴史
1875年（明治8年）創立。2003年（平成15年）に閉校し、128年の歴史に幕を下ろした。
通学区域
中学校区は相知町立相知中学校であった。

## 沿革
- 1875年（明治8年）9月27日 - 平山村26番地にある受泉寺本堂に「平山小学校」が開校。下等・上等小学科を教授。初代校長は居石鉄造。
- 1881年（明治14年）4月 - 藁葺き新校舎が2棟完成。
- 1885年（明治18年）4月 - 尋常科を教授。
- 1887年（明治20年）4月 - 「尋常平山小学校」に改称。
- 1888年（明治21年）9月 - 瓦葺き2階建校舎が完成。
- 1892年（明治25年）4月 - 「平山尋常小学校」に改称。尋常科（4年制）
- 1904年（明治37年）4月 - 尋常科年限延長（4年から6年）を見越して、補習科を設置。
- 1908年（明治41年）- 補習科を廃止。
- 1909年（明治42年）4月 - 改正小学校令により、尋常科が6年制となる。
- 1910年（明治43年）4月 - 大字大光の畑地を新校地と定め、校舎を建設し、移転を完了。
- 1918年（大正7年）4月 - 平山農業補習学校が併設される。
- 1926年（大正15年）- 併設の農業補習学校が青年訓練所充当となる。
- 1928年（昭和3年）4月 - 併設の青年訓練所充当平山農業補習学校が平山公民学校に改称。
- 1931年（昭和6年）- 相知村内の公民学校の統合により、併設の平山公民学校が廃止される。
- 1941年（昭和16年）4月1日 - 国民学校令の施行により、「平山国民学校」に改称。尋常科を初等科に改める。
- 1945年（昭和20年）- 運動場を拡張。
- 1947年（昭和22年）4月1日 - 学制改革により、「相知町立平山小学校」に改称。
- 1950年（昭和25年）5月16日 - 午前3時火災により校舎が全焼。翌日から分散授業を余儀なくされる。
- 1951年（昭和26年）3月 - 木造新校舎が完成。
- 1963年（昭和38年）12月 - 完全給食を開始。
- 1965年（昭和40年）4月 - 炭鉱の閉山により、児童数が減少。
- 1966年（昭和41年）- プールが完成。
- 1984年（昭和59年）- 鉄筋コンクリート造の新校舎が完成。
- 2003年（平成15年）3月31日 - 相知町立相知小学校への統合により、閉校。

## 交通
最寄りの鉄道駅
- JR九州
  - 唐津線 「厳木駅」
  - 筑肥線 「大川野駅」

最寄りのバス停留所
- 昭和バス 「駐在所前」停留所

最寄りの幹線道路
- 佐賀県道32号伊万里畑川内厳木線

## 周辺
- 唐津警察署平山警察官駐在所
- 尾部田公民館
- 尾部田神社
- 蕨野の棚田

## 参考資料
- 「相知町史 下巻」（相知町史編さん委員会, 1977年（昭和52年）3月発行）p.373～